# Gigi Perry
Gigi Alan Perry es una actriz australiana.

## Carrera
En el 2009 apareció en el cortometraje Together Alone.
El 15 de febrero de 2013 se unió al elenco recurrente de la serie australiana Home and Away donde interpreta a la estudiante Tilda Hogan, una joven estudiante que comienza a intimidar al joven Jett James hasta ahora. 

## Filmografía
- Series de Televisión.:

| Año             | Serie         | Personaje   | Notas       |
| --------------- | ------------- | ----------- | ----------- |
| 2013 - presente | Home and Away | Tilda Hogan | 6 episodios |

- Películas.:

| Año  | Título         | Personaje | Notas                                    |
| ---- | -------------- | --------- | ---------------------------------------- |
| 2009 | Together Alone | -         | corto - junto a Ian Bliss & Tasma Walton |
| 1999 | Uno amore      | -         | corto                                    |